# Rivière Sans Bout
Rivière Sans Bout är ett vattendrag i Kanada.   Det ligger i provinsen Québec, i den sydöstra delen av landet, 220 km nordost om huvudstaden Ottawa. Rivière Sans Bout ligger vid sjön Lac au Sorcier.
I omgivningarna runt Rivière Sans Bout växer i huvudsak blandskog. Trakten runt Rivière Sans Bout är nära nog obefolkad, med mindre än två invånare per kvadratkilometer.